# Olle Anderberg
Olle Anderberg (Asmundtorp, Landskrona, Escânia, 13 de setembro de 1919 — Linköping, Östergötland, 23 de setembro de 2003) foi um lutador de luta livre/luta greco-romana sueco.

## Carreira
Foi vencedor da medalha de ouro na categoria de 62-67 kg nos Jogos Olímpicos de Verão de 1952 em Helsinque.
Foi vencedor da medalha de prata na categoria de 57-62 kg nos Jogos Olímpicos de Verão de 1948, em Londres.